# جواز السفر الداخلي الروسي
جواز السفر الداخلي الروسي (رسمياً بالروسية: Паспорт гражданина Российской Федерации، يشار إليه عادةً باسم: внутренний паспорт, общегражданский паспорт)، هي وثيقة هوية إلزامية لجميع المواطنين الروس المقيمين في روسيا والذين تبلغ أعمارهم 14 عاماً أو أكثر. جواز السفر الروسي الداخلي هو جواز سفر داخلي يُستخدم لأغراض السفر وتحديد الهوية داخل روسيا، وهو يختلف عن جواز السفر الروسي الدولي الذي يستخدمه المواطنون الروس للسفر داخل وخارج الحدود الروسية.
بعد تفكك الاتحاد السوفيتي في عام 1991، استمر إصدار جواز السفر الداخلي للاتحاد السوفيتي حتى عام 1997، عندما اعتمدت الحكومة مرسوماً تنظيمياً جديداً واستبدلت به جواز السفر الداخلي الروسي. صدرت جوازات السفر الداخلية الروسية الحالية لأول مرة في عام 2007.
تخطط الحكومة الروسية لاستبدال جواز السفر الداخلي ببطاقة بيومترية، بحجم بطاقة الائتمان. خُطِّط للبطاقة الإلكترونية العالمية الصادرة بين عامي 2013 و 2016 لتحل محل جواز السفر الداخلي الروسي باعتبارها وثيقة الهوية الوطنية الوحيدة للمواطنين الروس ولكن أُلغيت في أوائل عام 2017.

## وصف

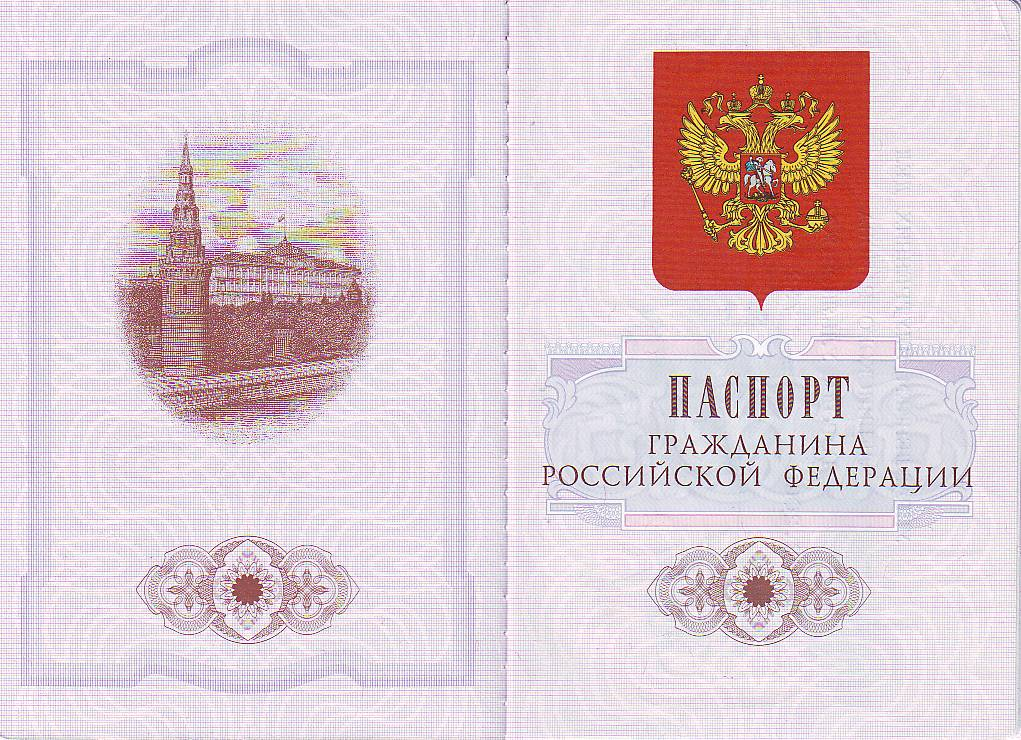
الصفحة الأولى من جواز السفر

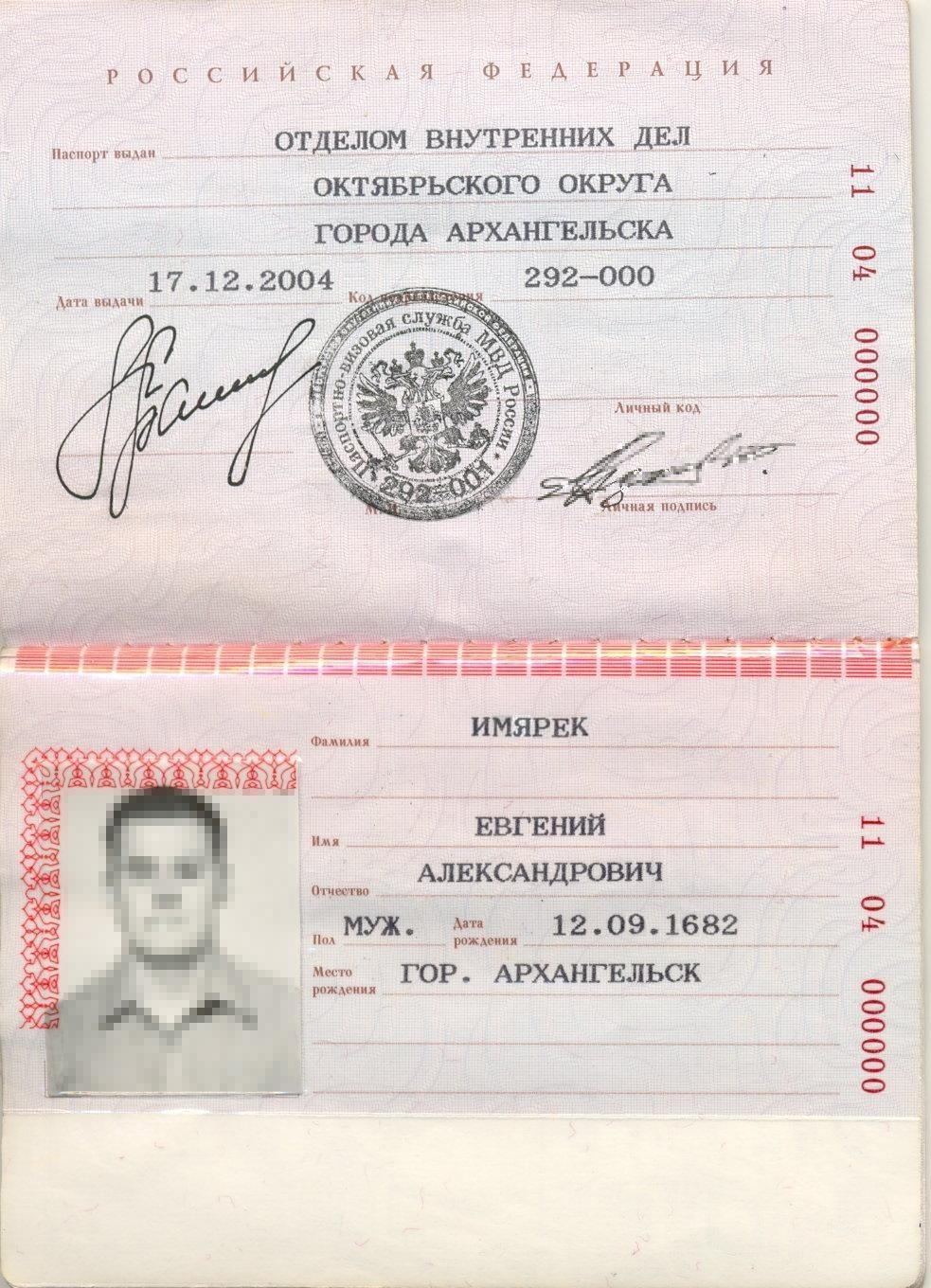
صفحة البيانات الحيوية / الصفحة الثانية من جواز السفر

يحتوي كل جواز سفر على صفحة بيانات وصفحة توقيع. تحتوي صفحة البيانات على منطقة مرئية تحتوي على صورة لمالك جواز السفر وبيانات حول جواز السفر وبيانات عن مالكه:
- لقب
- الاسم الأول والعائلي
- الجنس
- تاريخ الولادة
- مكان الولادة

يجب عمل سجلات خاصة في جواز السفر:
- عند تسجيل مواطن داخل مجتمع / في عنوان محدد وعند حذفه من سجلات التسجيل؛
- على التجنيد العسكري للمواطنين الذين بلغوا 18 عاماً؛
- بشأن تسجيل الزواج وإنهائه؛
- للأطفال دون سن 14 عاماً؛
- لأي وثائق هوية أساسية صادرة مسبقاً لمواطن من الاتحاد الروسي على أراضي الاتحاد الروسي؛
- لتسليم وثائق الهوية الرئيسية لمواطن الاتحاد الروسي خارج الاتحاد الروسي - فقط حول الوثائق الصالحة وقت ذكرها.

بناءً على طلب المواطن، قد يتضمن جواز السفر أيضاً:
- فصيلة دم حامل الجواز و‌عامل Rh (مضاف من قِبل المنشأة الطبية حيث فُحِصَت فصيلة دم المواطن و Rh، على سبيل المثال بعد نقل الدم أو التبرع)؛
- رقم التعريف الضريبي للمالك.

### استبدال
يخضع تجديد جواز السفر للمرسوم رقم №828 الصادر في 1997-2018 عن الحكومة والذي وقعه في فيكتور تشيرنوميردين. وفقاً للمرسوم، من المقرر إصدار جوازات السفر واستبدالها عندما يبلغ المالك سناً معيناً: 14 و 20 و 45 عاماً. 
عند بلوغ سن 20 و 45 عاماً، يجب استبدال جواز السفر في غضون 30 يوماً بعد تاريخ الميلاد. أثناء التجنيد العسكري، يمكن إصدار جواز السفر أو استبداله في مكان إقامتهم في نهاية الفترة المحددة للخدمة العسكرية. في حالة سجن مواطن، يجب على إدارة الهيئة العقابية إعادة جواز السفر أو إتمام الحصول على جواز جديد عند العقوبة.

## الاستبدال ببطاقات الهوية
في نوفمبر 2010، أعلنت وزارة الشؤون الداخلية إلغاء جوازات السفر الداخلية بهدف استبدالها ببطاقات هوية بلاستيكية أو رخص قيادة بحلول عام 2025. أُجِّل الاستبدال على مستوى الدولة حتى 15 مارس 2018 لعدم التدخل في انتخابات مجلس الدوما 2016 ثم حتى عام 2022.